# Ricciaceae
Ricciaceae é uma família de hepáticas pertencentes à ordem Marchantiales, classe Marchantiopsida, e representa um grupo de plantas hepáticas talosas que desempenham um papel relevante nos ecossistemas terrestres e receberam esse nome por sua semelhança com o fígado, o que antigamente sugeria um possível efeito curativo para doenças relacionadas a esse órgão. São caracterizadas por talos achatados, geralmente com margens lobadas, e estruturas morfológicas adaptadas para condições de alta variação hídrica. Essa anatomia peculiar do gênero Riccia, com camadas epidérmicas especializadas e parênquima fotossintetizante, maximizam a eficiência em ambientes áridos ou sazonalmente úmidos. Assim, a morfologia adaptativa confere resiliência e contribui para sua ampla distribuição, principalmente em áreas de solos expostos e locais de alta luminosidade.
No Brasil, segundo a plataforma do Jardim Botânico do Rio de Janeiro - Flora do Brasil - existem 36 espécies da Família Ricciaceae no Brasil, enquanto que mundialmente, segundo o GBIF, estima-se que existam 214 espécies. Elas estão presentes em todos os biomas do Brasil e estudos em ambientes de floresta úmida indicam que essas plantas são frequentemente encontradas em micro-habitats específicos, como superfícies de rochas, solos compactados e margens de cursos d'água, onde as condições de umidade favorecem seu desenvolvimento. Por outro lado, em regiões semiáridas, como a Caatinga, as Ricciaceae se destacam pela habilidade de sobreviver a baixos níveis de umidade e altas temperaturas, evidenciando sua plasticidade ecológica, o que reforça a importância desse grupo para a manutenção da biodiversidade e conservação ambiental já que interagem com fungos e microrganismos do solo, desempenhando um papel essencial nos ciclos biogeoquímicos e na formação de crostas biológicas que estabilizam o solo e ajudam a reter a umidade, favorecendo a germinação de outras plantas. Em regiões como o semiárido nordestino, onde a conservação é crucial, existem estratégias voltadas à proteção desses organismos, que frequentemente são negligenciados nas políticas de manejo ambiental.
Dessa forma, as Ricciaceae representam um exemplo de como grupos vegetais simples possuem papeis ecológicos complexos. Esses organismos, com morfologia discreta, desempenham funções essenciais nos ecossistemas. Além disso, ao interagir com outras espécies, tanto de flora quanto de fauna, promovem a diversidade biológica, contribuindo para o equilíbrio e manutenção dos sistemas naturais.

## Gêneros
- Riccia
- Ricciocarpos

## Descrição
Utilizando a classificação proposta por Crandall-Stotler & Stotler (2000), a família Ricciaceae pertence à ordem Marchantiales da divisão Marchantiophyta. Inclui dois gêneros e ambos ocorrem no Brasil, sendo um monoespecífico, o Ricciocarpos, e o outro o gênero Riccia, que é o maior gênero de Marchantiales. As Ricciaceae são amplamente distribuídas mundialmente, habitando desde zonas frias a tropicais, sendo a maioria delas terrestres e com preferência por locais úmidos, formando muitas vezes crostas nos solo nas margens de lagoas ou rios. Por possuírem embrião que se desenvolve a partir do zigoto, estão inclusas no subrreino Embryophyta e, juntamente dos musgos e dos antóceros, as hepáticas já existiam no Paleozoico, sendo uma das linhagens mais antigas de plantas terrestres que permaneceram, ao longo das Eras, com suas formas próximas às que eram antigamente devido a taxas de evolução relativamente baixas.

## Morfologia

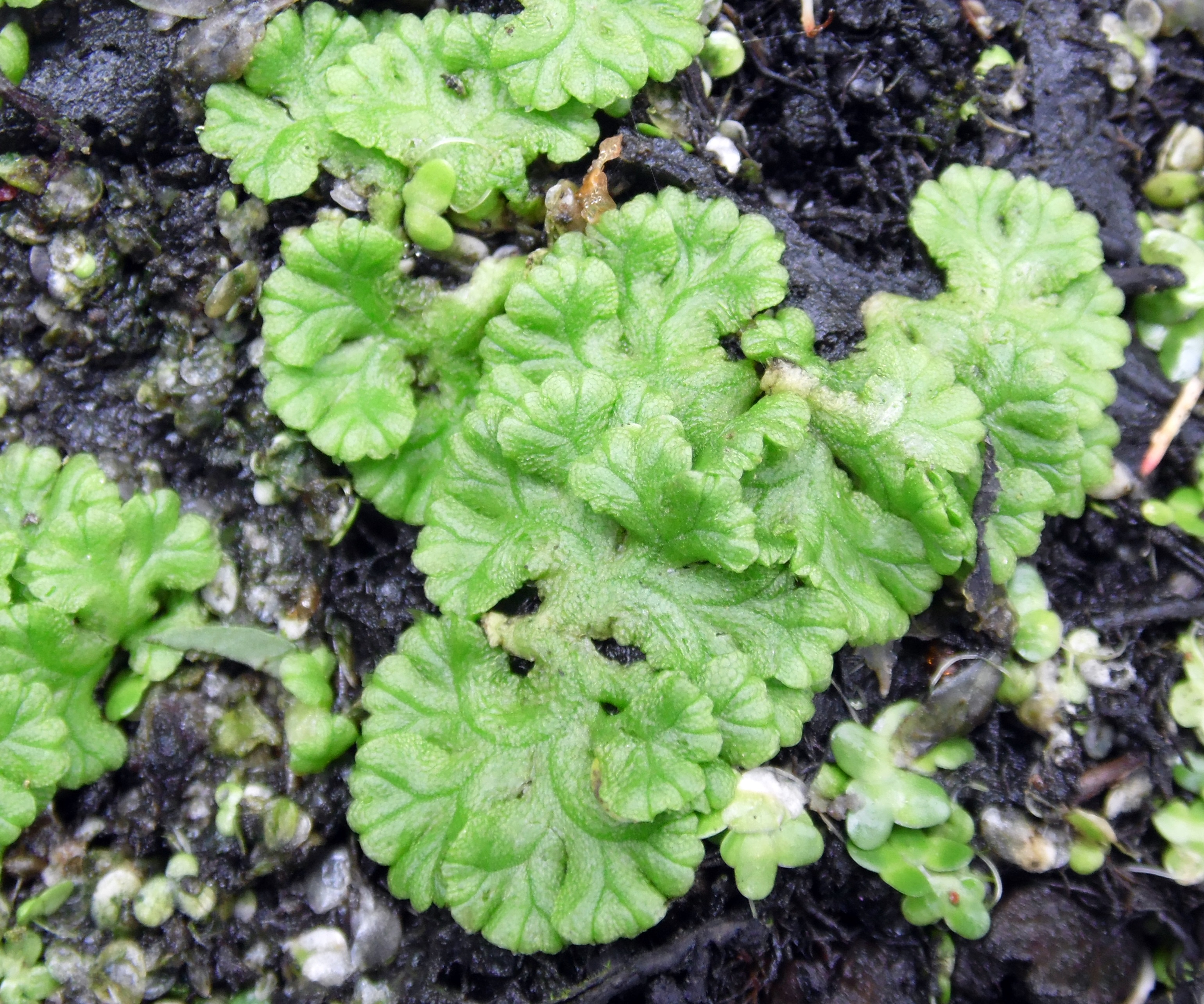
Ricciocarpos natans

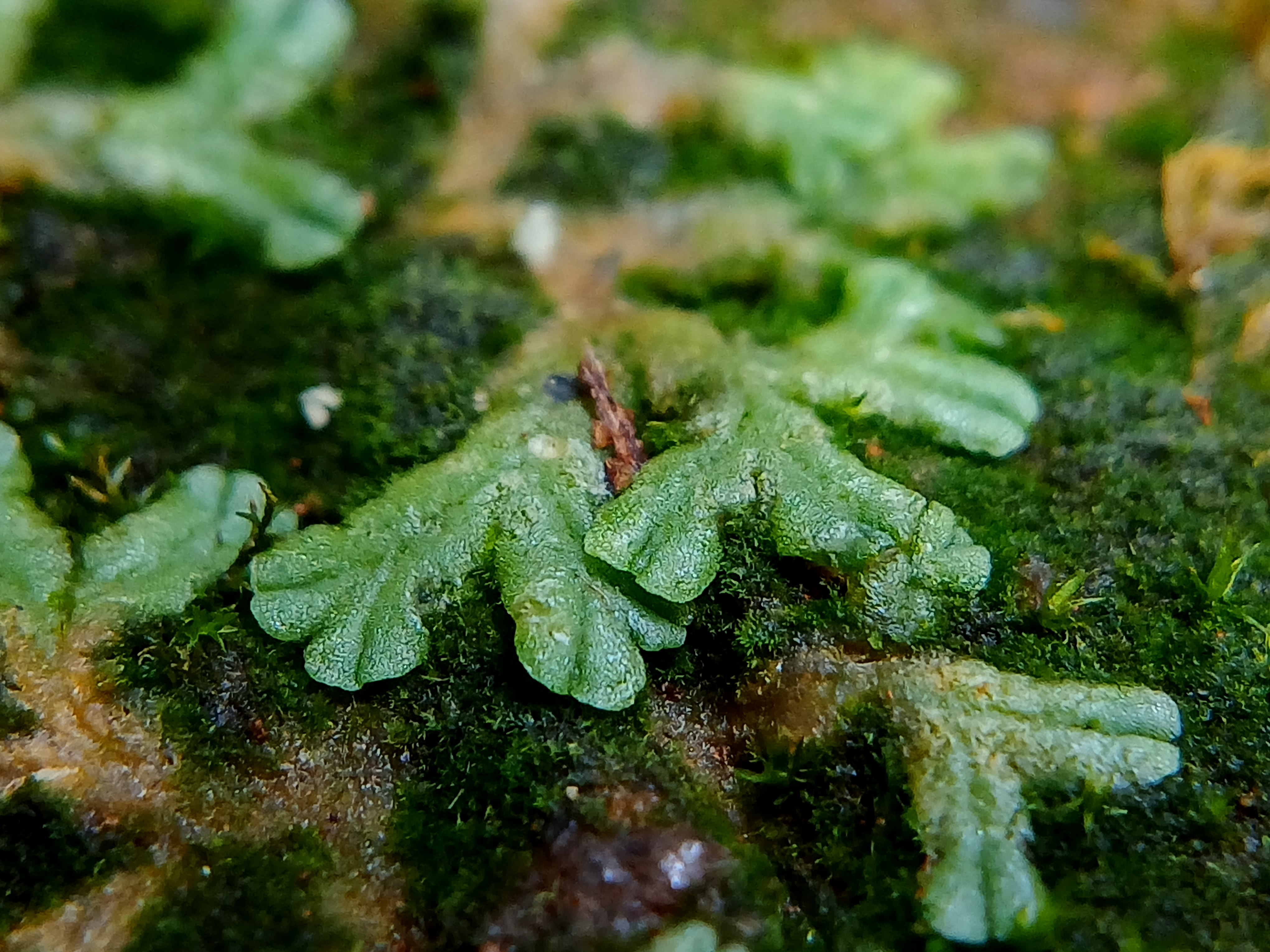
Riccia sp.

São plantas pequenas, talosas, criptógamas (sem flores) e, como são avasculares, absorvem a água ao longo de todo o corpo vegetativo. Não possuem controle sobre a desidratação (poiquilohidria) e dependem da água para reprodução. Podem ser terrestres ou aquáticas flutuantes. O gametófito se parece com um fita, já que é aplanado dorsoventralmente. As espécies representantes da família possuem talo ramificado dicotomicamente, podem ser monoicas ou dioicas e se apresentarem gregárias ou em rosetas. A face dorsal comumente possui um sulco longitudinal mediano, com ou sem poros envoltos por um anel de células. A epiderme pode ser bem desenvolvida, se desintegrando ou ausente. Já o tecido dorsal possui ou câmaras de ar ou filamentos celulares separados por pequenos espaços intercelulares. O tecido basal possui espessura variável e células com algum tipo de reserva energética. Podem ou não apresentar oleocorpos e escamas ventrais, sendo que estas quando presentes costumam estar em uma ou várias séries. Os anterídios e os arquegônios se encontram separados e aprofundados ao longo da linha mediana ou dispersos pela face dorsal do gametófito. Em relação ao esporófito, sua estrutura não é como nas outras hepáticas, pois os elatérios são ausentes e não possui pé nem seta. Sua cápsula é globosa, cleistocárpica e na maturidade se desintegra. Os esporos são grandes e tetraédricos ou esféricos.

## Ciclo de Vida e Reprodução
As hepáticas crescem a partir de uma célula apical de 2-4 lados. Possuem ciclo de vida haplodiplobionte (alternância de duas gerações distintas), sendo uma a fase gametofítica - a forma de gametófito, que é livre, dominante, haploide (n) e produtora dos gametas - enquanto a outra a esporofítica - a forma de esporófito, que é diploide (2n), produtor de esporos e fica aderido ao gametófito consumindo seus nutrientes para seu desenvolvimento. Na maturidade formam as células-mãe dos esporos, que por meiose originam os esporos unicelulares haploides. Nessa família não existe a deiscência da cápsula, sendo os esporos liberados pela degeneração da parede da cápsula e do talo ao redor.
Assim, o esporo é a primeira célula da geração gametofítica que a partir da sua germinação exospórica origina o protonema - estrutura pequena, haploide e talosa, que fica fixa ao substrato e de onde se desenvolve o gametófito. Então, o gametófito produz os órgãos sexuais (anterídio, o masculino, e arquegônio, o feminino) e assexuais (gemas). O anterídio é pluricelular, globoso e reveste os anterozoides biflagelados (tecido fértil) com um tecido estéril. Já o arquegônio também é pluricelular, mas possui a forma de garrafa: base alargada, chamada de ventre, e superior estreita, chamada de pescoço ou colo. O ventre é constituído por uma porção de células estéreis que circunda a cavidade que guarda a oosfera (gameta feminino), enquanto que o pescoço é formado por uma camada de células, também estéreis, por onde os anterozoides (gametas masculinos) nadam para chegarem até a oosfera que, ao amadurecerem, as células do canal do pescoço se fragmentam, exsudando seu conteúdo. Então, esse exsudado é encontrado pelos anterozoides, que nadam até o gameta feminino ocorrendo, assim, a fecundação. A partir disso, o zigoto (diploide) é formado e dá origem à primeira célula do esporófito, que por meio de divisões mitóticas tem suas estruturas formadas. A reprodução assexuada se dá pela fragmentação ou pelas gemas.

## Distribuição no Brasil
A Família está amplamente distribuída pelo Brasil, com 36 espécies registradas, sendo 35 do gênero Riccia e 01 do gênero Ricciocarpos. Presentes em quase todos os Estados do país, Roraima e Amapá são os únicos que não possuem representantes de Ricciaceae. Já o Rio Grande do Sul é o que possui o maior número, com 25 espécies. Consequentemente, a região Sul do país é a que possui a maior ocorrência, com 26 espécies. Em relação ao domínio fitogeográfico, a Mata Atlântica é o bioma com maior número de espécies, totalizando 26. Como espécies endêmicas do Brasil, temos: Riccia bahiensis Steph., da Bahia, do bioma da Caatinga; Riccia brasiliensis Schiffn., dos Estados de Pernambuco, Rio Grande do Sul, Paraná, Santa Catarina e São Paulo, do bioma Mata Atlântica; Riccia jovet-astiae Vianna, do Rio Grande do Sul, biomas Pampa e Mata Atlântica; Riccia grandis Nees, do Rio de Janeiro, Rio Grande do Sul e São Paulo, do bioma Mata Atlântica; Riccia erythrocarpa Jovet-Ast, dos Estados da Bahia e Pernambuco, do bioma Caatinga; Riccia enyae Jovet-Ast, da Paraíba e do Rio Grande do Sul, do bioma Mata Atlântica;  Riccia sanguineisporis Jovet-Ast, do Mato Grosso do Sul, de vegetação aquática do bioma Pantanal; Riccia taeniaeformes Jovet-Ast, do Rio Grande do Sul, bioma Mata Atlântica; Riccia subdepilata Jovet-Ast, presente na Bahia e em Pernambuco, do bioma Caatinga; Riccia subplana Steph., do Rio Grande do Sul, do bioma Mata AtlÂntica; e Riccia viannae Jovet-Ast, do Rio Grande do Sul e Santa Catarina, dos biomas Mata Atlântica e Pampa. As tabelas 1 e 2 a seguir foram criadas a partir das informações obtidas por Gissi & Peralta(2020).
| UF | Estados             | Nomes Aceitos |
| AC | Acre                | 1             |
| AL | Alagoas             | 2             |
| AP | Amapá               | 0             |
| AM | Amazonas            | 5             |
| BA | Bahia               | 13            |
| CE | Ceará               | 5             |
| DF | Distrito Federal    | 1             |
| ES | Espírito Santo      | 9             |
| GO | Goiás               | 4             |
| MA | Maranhão            | 2             |
| MT | Mato Grosso         | 7             |
| MS | Mato Grosso do Sul  | 10            |
| MG | Minas Gerais        | 3             |
| PA | Pará                | 3             |
| PB | Paraíba             | 5             |
| PR | Paraná              | 10            |
| PE | Pernambuco          | 12            |
| PI | Piauí               | 3             |
| RJ | Rio de Janeiro      | 8             |
| RN | Rio Grande do Norte | 2             |
| RS | Rio Grande do Sul   | 25            |
| RO | Rondônia            | 1             |
| RR | Roraima             | 0             |
| SC | Santa Catarina      | 7             |
| SP | São Paulo           | 13            |
| SE | Sergipe             | 2             |
| TO | Tocantins           | 2             |

| Nome Científico                          | Estados de Ocorrência da Espécie                               | Domínios Fitogeográficos da Espécie                          |
| Riccia albopunctata Jovet-Ast            | BA, MS, MT, PR, RS, SC, SP                                     | Caatinga, Cerrado, Mata Atlântica, Pantanal                  |
| Riccia australis Steph.                  | PE, PR, RS, SP                                                 | Mata Atlântica                                               |
| Riccia bahiensis Steph.                  | BA                                                             | Caatinga                                                     |
| Riccia boliviensis Jovet-Ast             | RS                                                             | Pampa                                                        |
| Riccia brasiliensis Schiffn.             | PE, PR, RS, SC, SP                                             | Mata Atlântica                                               |
| Riccia breutelli Hampe ex Ateph          | PA                                                             | Amazônia                                                     |
| Riccia campbelliana M.Howe               | RS                                                             | Mata Atlântica                                               |
| Riccia cavernosa Hoffm.                  | RS                                                             | Mata Atlântica                                               |
| Riccia crassifrons Spruce                | AM                                                             | Amazônia                                                     |
| Riccia curtisii (James ex Austin) Austin | ES, RJ, RS, SP                                                 | Mata Atlântica                                               |
| Riccia enyae Jovet-Ast                   | PB, RS                                                         | Mata Atlântica                                               |
| Riccia erythrocarpa Jovet-Ast            | BA, PE                                                         | Caatinga                                                     |
| Riccia fruchartii Steph.                 | PR, RS, SC, SP                                                 | Mata Atlântica                                               |
| Riccia grandis Nees                      | RJ, RS, SP                                                     | Mata Atlântica                                               |
| Riccia horrida Jovet-Ast                 | BA, ES                                                         | Caatinga, Mata Atlântica                                     |
| Riccia iodocheila M.Howe                 | RS                                                             | Pampa                                                        |
| Riccia jovet-astiae E.Vianna             | RS                                                             | Mata Atlântica, Pampa                                        |
| Riccia lamellosa Raddi                   | RS                                                             | Mata Atlântica, Pampa                                        |
| Riccia lindmanii Steph.                  | BA, MS, MT, RS                                                 | Caatinga, Cerrado, Pampa                                     |
| Riccia mauryana Steph.                   | PE                                                             | Mata Atlântica                                               |
| Riccia membranacea Gottsche & Lindenb.   | AC, AM, ES, MS, MT, PA, PR, PE, RJ, RS, SP                     | Amazônia, Mata Atlântica, Pantanal                           |
| Riccia paraguayensis Spruce              | MS, RS, SP                                                     | Mata Atlântica, Pampa, Pantanal                              |
| Riccia paranaensis Hässel                | ES, MS, RS, SP                                                 | Mata Atlântica, Pampa, Pantanal                              |
| Riccia planobiconvexa Steph.             | AL, BA, CE, DF, ES, GO, MT, PE, PR, RJ, RN, RS, SC, TO         | Caatinga, Cerrado, Mata Atlântica, Pampa, Pantanal           |
| Riccia ridleyi A.Gepp                    | PE, PI                                                         | Mata Atlântica                                               |
| Riccia sanguineisporis Jovet-Ast         | MS                                                             | Pantanal                                                     |
| Riccia sorocarpa Bisch.                  | BA, RJ, SP                                                     | Caatinga, Cerrado                                            |
| Riccia squamata Nees                     | BA, CE, MG, PB, PE, PI, PR, RS                                 | Caatinga, Mata Atlântica, Pampa                              |
| Riccia stenophylla Spruce                | BA, CE, ES, GO, MG, MS, MT, MA, PB, PE, PR, RJ, RO, RS, SC, SP | Caatinga, Cerrado, Mata Atlântica, Pampa, Pantanal           |
| Riccia subdepilata Jovet-Ast             | BA, PE                                                         | Caatinga                                                     |
| Riccia subplana Steph.                   | AM, RS                                                         | Amazônia, Pampa                                              |
| Riccia taeniaeformis Jovet-Ast           | RS                                                             | Mata Atlântica                                               |
| Riccia viannae Jovet-Ast                 | RS, SC                                                         | Mata Atlântica, Pampa                                        |
| Riccia vitalii Jovet-Ast                 | AL, AM, BA, CE, ES, GO, MA, MS, PB, PE, PI, RN, RS, SE, TO     | Amazônia, Caatinga, Cerrado, Mata Atlântica, Pampa, Pantanal |
| Riccia weinionis Steph.                  | BA, CE, ES, GO, MG, MS, MT, PB, PR, RJ, SE, SP                 | Caatinga, Cerrado, Mata Atlântica                            |
| Ricciocarpos natans (L.) Corda           | AM, BA, ES, MS, MT, PA, PE, PR, RJ, RS, SC, SP                 | Amazônia, Mata Atlântica, Pantanal                           |

## Sistemática e Classificação
A família Ricciaceae, posicionada dentro da ordem Marchantiales. compartilha esse agrupamento com outras famílias como Aytoniaceae, Cleveaceae, Conocephalaceae, Corsiniaceae, Marchantiaceae e Targioniaceae. No entanto, análises filogenéticas, combinando dados morfológicos e moleculares, apontam para a necessidade de ajustes na delimitação dessa ordem e na posição exata das Ricciaceae dentro dela. Segundo análises feitas por Flores (2017), a relação entre Ricciaceae e Marchantiaceae sempre foi motivo de interesse, especialmente porque esta última é uma das famílias mais estudadas dentro da ordem Marchantiales, incluindo gêneros bem conhecidos como Marchantia e Dumortiera. Inicialmente, acreditava-se que ambas compartilhavam um ancestral comum recente devido a semelhanças morfológicas evidentes, como a estrutura do talo e o ciclo de vida predominantemente taloso. Contudo, as investigações filogenéticas revelaram que as Ricciaceae representam um ramo mais basal dentro de Marchantiidae, tendo divergido antes das Marchantiaceae. Além disso, enquanto as Marchantiaceae apresentam uma organização mais complexa do talo e uma reprodução sexual bem estabelecida, as Ricciaceae possuem um talo de organização mais simplificada e dependem principalmente da reprodução vegetativa, o que pode indicar uma adaptação ecológica diferenciada. Os marcadores moleculares reforçam essa distinção, demonstrando que, apesar das aparentes semelhanças estruturais, as Ricciaceae formam um clado separado, com suporte estatístico relativamente forte. Isso sugere que essas similaridades podem resultar de convergência evolutiva, e não de herança direta.
A relação com Aytoniaceae e Cleveaceae também é um aspecto relevante na filogenia das Ricciaceae. Ambas as famílias pertencem à ordem Marchantiales, mas apresentam características bem distintas. A Aytoniaceae, que inclui gêneros como Reboulia e Asterella, apresenta uma diferenciação anatômica do talo mais pronunciada, além de estruturas reprodutivas mais complexas. Cleveaceae, por sua vez, se destaca pela diferenciação avançada dos esporângios. Filogeneticamente, estudos indicam que Aytoniaceae e Cleveaceae são mais próximas entre si do que das Ricciaceae, sugerindo que esta última pode ter se separado mais cedo dentro da Marchantiales, ocupando uma posição basal no grupo. A ausência de câmaras aeríferas complexas e o talo reduzido nas Ricciaceae reforçam essa posição mais primitiva dentro da filogenia.
Outro ponto de distinção se dá na relação com as famílias Conocephalaceae e Corsiniaceae, que apresentam diferenças significativas em relação às Ricciaceae, especialmente na morfologia do talo e nos mecanismos reprodutivos. A Conocephalaceae, representada pelo gênero Conocephalum, caracteriza-se por um talo robusto e bem diferenciado, enquanto a Corsiniaceae possui estruturas gametangiais especializadas. As análises moleculares sugerem que a Conocephalaceae está mais intimamente relacionada às Marchantiaceae, formando um clado separado dentro da ordem Marchantiales. Já a Corsiniaceae parece ocupar uma posição intermediária entre as Marchantiaceae e as Aytoniaceae. Diferentemente dessas famílias, as Ricciaceae mantêm uma morfologia mais simples, o que pode estar relacionado a uma adaptação a ambientes efêmeros ou aquáticos, favorecendo uma abordagem reprodutiva mais dependente da fragmentação vegetativa.
Por fim, a relação entre Ricciaceae e Targioniaceae também merece destaque. A Targioniaceae é uma família de pequena diversidade dentro das Marchantiales e compartilha algumas características com as Marchantiaceae, mas apresenta diferenças marcantes na estrutura dos esporângios e nos padrões de crescimento. As análises filogenéticas indicam que a Targioniaceae está mais próxima das famílias de maior diversidade dentro da ordem, enquanto as Ricciaceae parecem formar um grupo mais independente, com menor grau de parentesco direto.